# Camachoaglaja
Genre
Camachoaglaja est un genre de gastéropodes (limaces de mer) de la famille des Aglajidae.

## Systématique
Le genre Camachoaglaja a été créé en 2017 par Andrea Zamora-Silva (d) et Manuel António E. Malaquias (d) avec, pour espèce type, Camachoaglaja africana.

## Liste des genres
Selon World Register of Marine Species (26 juin 2021) :
- Camachoaglaja africana (Pruvot-Fol, 1953)
- Camachoaglaja berolina (Er. Marcus & Ev. Marcus, 1970)
- Camachoaglaja binter Ortea & Moro, 2018
- Camachoaglaja juancarlosi (Ortea & Espinosa, 1998)
- Camachoaglaja larramendii (Ortea, Espinosa & Moro, 2009)
- Camachoaglaja mariagordae (Ortea, Espinosa & Moro, 2004)
- Camachoaglaja pusilla (Ortea, Moro & Espinosa, 2014)
- Camachoaglaja quadrata (Ortea, Caballer & Espinosa, 2014)
- Camachoaglaja sabina (Er. Marcus & Ev. Marcus, 1970)

## Étymologie
Le nom du genre Camachoaglaja, xxxxi, lui a été donnée en l'honneur de Yolanda Camacho-García en remerciement de ses études sur la phylogénie des gastéropodes de la famille des Aglajidae et pour avoir été la première à révéler l'existence de ce clade d'espèces exclusivement atlantiques.

## Publication originale
- (en) Andrea Zamora-Silva et Manuel António E. Malaquias, « Molecular phylogeny of the Aglajidae head-shield sea slugs (Heterobranchia: Cephalaspidea): new evolutionary lineages revealed and proposal of a new classification », Zoological Journal of the Linnean Society, Linnean Society of London et OUP, vol. 183, no 1,‎ 1er novembre 2017, p. 1-51 (ISSN 1096-3642 et 0024-4082, OCLC 01799617, DOI 10.1093/ZOOLINNEAN/ZLX064, lire en ligne).